# مدرسة فرايبورغ
مدرسة فرايبورغ (بالألمانية: Freiburger Schule) هي مدرسة لتاريخ الفكر الاقتصادي أسست في ثلاثينيات القرن العشرين في جامعة فرايبورغ.
ترتكز نوعا ما على المدرسة التاريخية الألمانية لكنها تصر على أنه فقط بعض أشكال المنافسة الاقتصادية جيدة، والأشكال الأخرى تتطلب الراقبة. ويعتبر أن هذا دورا قانونيا ومشروعا للحكومة الديمقراطية عند مدرسة فرايبورغ.
قدمت المدرسة العناصر التنظيرية الاقتصادية لليبيرالية المنظمة ولاقتصاد السوق الاجتماعي في ألمانيا بعد الحرب العالمية الثانية.

## أتباعها
- Franz Böhm
- Edith Eucken-Erdsieck
- Walter Eucken
- Hans Gestrich
- Hans Großmann-Doerth
- Friedrich A. Lutz
- Karl Friedrich Maier
- Fritz Meyer
- Leonhard Miksch
- لودفيغ إيرهارت